# Hans Walter Schmidt
Hans Walter Schmidt (Breslavia, 19 aprile 1912 – Francoforte sul Meno, 1 o 2 luglio 1934) è stato un militare tedesco.
È stato un ufficiale delle SA, assistente personale ed amico intimo di Edmund Heines; è una delle vittime dell'epurazione conosciuta sotto la denominazione di notte dei lunghi coltelli.

## Biografia

### Assistente di Edmund Heines
Iscritto nel 1932 al partito nazista, divenne quasi subito un protetto del Gruppenführer di Breslavia Edmund Heines; conseguentemente passò con velocità fulminea a far parte della gioventù hitleriana e nel contempo aiutante personale di Heines.
Molto probabilmente divenne l'amante di Heines anche se a quanto sembra non avesse tendenze omosessuali, usando la relazione intima col comandante per lo più per favorire i propri interessi personali, per far velocemente carriera all'interno delle SA e risolvere i suoi costanti problemi di soldi.
Poco dopo la nomina di Heines come capo della polizia nella primavera del 1933, Schmidt raggiunse una certa notorietà a Breslavia a causa della sua partecipazione ad orge e festini assieme all'amante; Heines, nella sua qualità di pubblico ufficiale lo protesse anche quando il giovane, in stato di ebbrezza, uccise con una spada un compagno di bevute: vietò quindi esplicitamente al pubblico ministero di procedere contro di lui.
Altri raccontano che avesse pugnalato un uomo senza motivo. Rudolf Christoph Freiherr von Gersdorff, in seguito membro della resistenza tedesca antinazista racconta anche come in un bar di Breslavia, con l'aiuto del suo amico Pückler, separarono Schmidt dalla sua guardia del corpo e gli fecero subire un «terribile pestaggio».
Schmidt, che era un bel ragazzo biondo, non era considerato solo il favorito militare di Heines, ma, da più parti, anche come il suo amante omosessuale passivo, venendo presto conosciuto coi titoli irrisori di Miss Schimdt e Lady Heines; un testimone scrive di lui: "è un ragazzetto carino a cui viene lasciato il permesso di fare tutto, facilitato in ogni capriccio, che può ottenere qualsiasi cosa desideri, non essendogli negato nulla".
Konrad Heiden nella sua biografia di Hitler afferma che Schimdt non sia stato solo l'amante di Heines, ma abbia agito anche da sensale e ruffiano per il suo capo, cercando quegli adolescenti delle scuole superiori ch'egli tanto preferiva.
Heinrich Himmler avrebbe iniziato al più tardi nell'estate del 1933 a raccogliere informazioni sugli eccessi dei due.

## Arresto e morte
Schmidt è rimasto vittima della purga interna al partito e scagliata contro le SA per volere diretto del Führer, conosciuta come notte dei lunghi coltelli ed avvenuta il mattino del 30 giugno.
L'affermazione che vuole esser stato proprio Schimdt il giovane che hanno trovato a letto assieme ad Heines quando questi è stato arrestato alla pensione Hanselbauer di Bad Wiessee è quasi sicuramente errata, in quanto egli non era nella lista degli arrestati poi condotti alla prigione di Stadelheim.
Le circostanze esatte dell'arresto ed esecuzione di Schmidt non sono del tutto chiare; si afferma che abbia cercato di attraversare il confine - dopo esser fuggito in automobile con 5.000 marchi - ma che, riconosciuto, sia stato fucilato.
Lo stesso Adolf Hitler, nel suo discorso al Reichstag del 13 luglio in cui dà la sua versione dei fatti accaduti, per giustificare gli arresti ed esecuzioni del 30 giugno, lo nomina espressamente: "...la terribile scoperta che alcune persone erano state promosse a prescindere dai servizi svolti per conto del nazismo e delle SA ma semplicemente perché appartenevano ad una cerchia di persone con le stesse predisposizioni. Alcuni casi specifici, come il ben noto Standartenführer Schmidt a Breslavia, ha rivelato una serie di circostanze che dovevano essere considerate inaccettabili"..
Nella zona dei Monti dei Giganti pare che in seguito vi sia stato qualcuno che abbia riconosciuto Schmidt o che comunque l'abbia scambiato per lui.